# 谭书奎
譚書奎（？—1944年2月7日），山東濰縣人，中華民國大陸時期政治人物，在汪精衛國民政府杭州市長任內遇刺身亡。

## 生平
譚書奎是山東濰縣人，留學美國，曾任山東省政府技術委員會委員、青島大學教授、膠濟鐵路工務段長，之江大學教授等職。
1940年，出任汪精衛政權鐵道部業務司長。
1941年8月29日，譚書奎出任汪精衛政權的杭州市長。
1944年2月7日下午，譚在湖濱路西湖飯店門前的人力車上被抗日便衣擊斃。